# 1953年の日本競馬
1953年の日本競馬（1953ねんのにほんけいば）では、1953年（昭和28年）の日本競馬界についてまとめる。
馬齢は旧表記で統一する。
1952年の日本競馬 - 1953年の日本競馬 - 1954年の日本競馬

## できごと

### 1月 - 3月
- 2月23日 - 西日本馬主協会がオセアニアから輸入した競走馬30頭が神戸港に到着する[1]。
- 2月25日 - 東京競馬記者クラブは、その年度において競馬に最も貢献したものに贈る「東京競馬記者クラブ賞」を創設、第1回受賞者に高橋英夫騎手と大井競馬場が選出された[2]。
- 3月9日 - 大井競馬場で、宮路孝佶の考案した電磁石式の移動式橋型ゲートが採用される[2]。

### 4月 - 6月
- 5月5日 - 京都競馬場で第1回京都大障碍競走が行われる。第1回の優勝馬はハクオー、優勝騎手は斉藤義美[3]。
- 5月10日 - 東京競馬場で第1回NHK杯競走が行われる。第1回の優勝馬はボストニアン、優勝騎手は蛯名武五郎[4]。
- 5月14日 - 農林省競馬部が「調教師騎手表彰規程」を制定する[5]。
- 6月28日
  - NHKで初の競馬テレビ放送が行われ、中山競馬場で行われた中山大障害が放映された[5]。
  - 中山競馬場で第1回日本経済賞競走が行われる。第1回の優勝馬はタカハタ、優勝騎手は保田隆芳[4]。

### 7月 - 9月
- 7月27日 - 競馬部は同年後期の競馬番組を策定、行われる重賞競走を別冊として発行した。このとき、初めて「重賞競走」の語が使われる[5]。
- 8月22日 - 中京競馬場の開場式が行われる[5]。
- 8月23日 - 中京開設記念競走（第1回トヨタ賞中京記念）が行われる。第1回の優勝馬はレダ、優勝騎手は佐藤勇[6]

### 10月 - 12月
- 10月8日 - 中京競馬場で愛知県営の地方競馬が開始される[5]。
- 10月11日 - 京都競馬場で第1回京都杯競走が行われる。第1回の優勝馬はダイサンホウシュウ、優勝騎手は上田三千夫[3]。
- 10月18日 - 札幌競馬場で道営競馬が開始される[5]。
- 11月8日 - 阪神競馬場で第1回神戸杯競走が行われる。第1回の優勝馬はワカクサ、優勝騎手は佐藤勇[3]。
- 11月15日 - NHKと日本テレビにおいて、東京競馬場で行われた天皇賞・秋が放送される[5]。
- 12月26日 - イギリスより種牡馬ゲイタイムが輸入される[4]。

### その他
- 東京・中山の馬主協会が津軽義孝の手引きで3歳馬26頭を輸入する[1]。
- 東京都が競走馬を20頭輸入する[1]。
- 兵庫県競馬振興会が競走馬29頭を輸入する[1]。
- 池袋・神戸・名古屋の場外発売所が開設される[4]。
- 北海道小樽競馬場、富山県高岡競馬場、石川県小松競馬場、愛知県岡崎競馬場、鳥取県皆生競馬場、島根県出雲大社競馬場、徳島県鳴門競馬場が廃止される[4]。

## 競走成績

### 公認競馬の主な競走
- 第13回桜花賞（阪神競馬場・4月19日）優勝：カンセイ（騎手：森安弘明）
- 第13回皐月賞（中山競馬場・4月26日）優勝：ボストニアン（騎手：蛯名武五郎）
- 第27回天皇賞（春）（京都競馬場・5月5日） 優勝：レダ（騎手：佐藤勇）
- 第14回優駿牝馬（オークス）（東京競馬場・5月17日) 優勝：ジツホマレ（騎手：杉村一馬）
- 第20回東京優駿競走（日本ダービー）（東京競馬場・5月24日) 優勝：ボストニアン（騎手：蛯名武五郎）
- 第28回天皇賞（秋）（東京競馬場・11月15日） 優勝：クインナルビー（騎手：境勝太郎）
- 第14回菊花賞（京都競馬場・11月23日） 優勝：ハクリヨウ（騎手：保田隆芳）

### 障害競走
- 第31回中山大障害（春）（中山競馬場・6月28日）優勝 : ハクオー（騎手 : 斉藤義美）
- 第32回中山大障害（秋）（中山競馬場・11月1日）優勝： モモタロウ（騎手：野平幸雄）

## 誕生
この年に生まれた競走馬は1956年のクラシック世代となる。

### 競走馬
- 1月28日 - モンタヴァル
- 3月11日 - ケニイモア
- 4月14日 - トサモアー
- 4月20日 - ハクチカラ
- 4月21日 - ヘキラク
- 4月30日 - トモスベビー
- 5月15日 - キタノオー
- 5月21日 - ミスリラ
- 6月1日 - フエアマンナ
- 6月3日 - イチカントー
- 不明 - チャイナロック、マイリー

### 人物
- 1月12日 - 佐藤全弘調教師（JRA）
- 1月17日 - 南井克巳騎手、調教師（JRA）
- 2月13日 - 大江原哲騎手、調教師（JRA）
- 3月5日 - 安田隆行騎手、調教師（JRA）
- 3月31日 - 中野栄治騎手、調教師（JRA）
- 5月16日 - 後藤由之調教師（JRA）
- 5月17日 - 加用正騎手、調教師（JRA）
- 5月19日 - 高橋裕調教師（JRA）
- 6月24日 - 出川克己調教師（船橋）
- 7月28日 - 嘉堂信雄騎手（JRA）
- 7月31日 - 飯田雄三調教師（JRA）
- 8月27日 - 坂本東一騎手、調教師（ばんえい）
- 9月14日 - 臼井武騎手（JRA）
- 9月29日 - 田中章博調教師（JRA）
- 10月26日 - 斎藤仁作騎手（JRA）
- 11月12日 - 大塚栄三郎騎手（JRA）
- 12月17日 - 松永昌博騎手、調教師（JRA）

## 死去

### 競走馬
- 11月29日 - レダ